# Trois-Rivières (Quebec)
Trois-Rivières (que significa Tres Ríos en francés) es una ciudad de la provincia de Quebec, Canadá. Tiene las competencias de un municipio regional de condado. Se encuentra en la región administrativa de Mauricie. La ciudad se encuentra junto al río San Lorenzo en la desembocadura del río Saint-Maurice, en el centro de Quebec.
Comprende o hace parte de las circunscripciones electorales de Champlain, Maskinongé y Trois-Rivières a nivel provincial y de Berthier—Maskinongé y Trois-Rivières a nivel federal.
En la ciudad se encuentra el campus principal de la Universidad de Quebec en Trois-Rivières.

## Geografía
Trois-Rivières se encuentra ubicada en las coordenadas 46°21′00″N 72°33′00″O / 46.35000, -72.55000. Según Statistics Canada, tiene una superficie total de 288,9 km² y es una de las 1134 municipalidades en las que está dividido administrativamente el territorio de la provincia de Quebec.

### Clima
| Parámetros climáticos promedio de Trois-Rivières (normales 1981−2010, extremos 1920−presente) | Parámetros climáticos promedio de Trois-Rivières (normales 1981−2010, extremos 1920−presente) | Parámetros climáticos promedio de Trois-Rivières (normales 1981−2010, extremos 1920−presente) | Parámetros climáticos promedio de Trois-Rivières (normales 1981−2010, extremos 1920−presente) | Parámetros climáticos promedio de Trois-Rivières (normales 1981−2010, extremos 1920−presente) | Parámetros climáticos promedio de Trois-Rivières (normales 1981−2010, extremos 1920−presente) | Parámetros climáticos promedio de Trois-Rivières (normales 1981−2010, extremos 1920−presente) | Parámetros climáticos promedio de Trois-Rivières (normales 1981−2010, extremos 1920−presente) | Parámetros climáticos promedio de Trois-Rivières (normales 1981−2010, extremos 1920−presente) | Parámetros climáticos promedio de Trois-Rivières (normales 1981−2010, extremos 1920−presente) | Parámetros climáticos promedio de Trois-Rivières (normales 1981−2010, extremos 1920−presente) | Parámetros climáticos promedio de Trois-Rivières (normales 1981−2010, extremos 1920−presente) | Parámetros climáticos promedio de Trois-Rivières (normales 1981−2010, extremos 1920−presente) | Parámetros climáticos promedio de Trois-Rivières (normales 1981−2010, extremos 1920−presente) |
| Mes                                                                                           | Ene.                                                                                          | Feb.                                                                                          | Mar.                                                                                          | Abr.                                                                                          | May.                                                                                          | Jun.                                                                                          | Jul.                                                                                          | Ago.                                                                                          | Sep.                                                                                          | Oct.                                                                                          | Nov.                                                                                          | Dic.                                                                                          | Anual                                                                                         |
| --------------------------------------------------------------------------------------------- | --------------------------------------------------------------------------------------------- | --------------------------------------------------------------------------------------------- | --------------------------------------------------------------------------------------------- | --------------------------------------------------------------------------------------------- | --------------------------------------------------------------------------------------------- | --------------------------------------------------------------------------------------------- | --------------------------------------------------------------------------------------------- | --------------------------------------------------------------------------------------------- | --------------------------------------------------------------------------------------------- | --------------------------------------------------------------------------------------------- | --------------------------------------------------------------------------------------------- | --------------------------------------------------------------------------------------------- | --------------------------------------------------------------------------------------------- |
| Temp. máx. abs. (°C)                                                                          | 13.0                                                                                          | 11.1                                                                                          | 20.0                                                                                          | 31.5                                                                                          | 33.3                                                                                          | 34.5                                                                                          | 37.8                                                                                          | 36.1                                                                                          | 32.5                                                                                          | 28.9                                                                                          | 22.2                                                                                          | 14.6                                                                                          | 37.8                                                                                          |
| Temp. máx. media (°C)                                                                         | -7.1                                                                                          | -4.4                                                                                          | 1.4                                                                                           | 9.9                                                                                           | 18.2                                                                                          | 23.3                                                                                          | 25.5                                                                                          | 24.4                                                                                          | 19.4                                                                                          | 11.9                                                                                          | 4.1                                                                                           | -3.1                                                                                          | 10.3                                                                                          |
| Temp. media (°C)                                                                              | -12.1                                                                                         | -9.7                                                                                          | -3.6                                                                                          | 4.8                                                                                           | 12.3                                                                                          | 17.6                                                                                          | 20.0                                                                                          | 18.9                                                                                          | 14.2                                                                                          | 7.4                                                                                           | 0.5                                                                                           | -7.4                                                                                          | 5.2                                                                                           |
| Temp. mín. media (°C)                                                                         | -17.1                                                                                         | -14.9                                                                                         | -8.6                                                                                          | -0.3                                                                                          | 6.3                                                                                           | 11.8                                                                                          | 14.4                                                                                          | 13.4                                                                                          | 8.9                                                                                           | 2.8                                                                                           | -3.1                                                                                          | -11.6                                                                                         | 0.2                                                                                           |
| Temp. mín. abs. (°C)                                                                          | -41.1                                                                                         | -41.7                                                                                         | -35.0                                                                                         | -20.0                                                                                         | -7.8                                                                                          | -1.5                                                                                          | 3.5                                                                                           | 0.0                                                                                           | -7.2                                                                                          | -11.7                                                                                         | -27.2                                                                                         | -35.6                                                                                         | -41.7                                                                                         |
| Precipitación total (mm)                                                                      | 82.9                                                                                          | 68.8                                                                                          | 75.6                                                                                          | 79.2                                                                                          | 96.3                                                                                          | 107.0                                                                                         | 116.8                                                                                         | 101.3                                                                                         | 100.6                                                                                         | 98.4                                                                                          | 102.4                                                                                         | 93.4                                                                                          | 1122.8                                                                                        |
| Lluvias (mm)                                                                                  | 24.5                                                                                          | 19.5                                                                                          | 32.0                                                                                          | 66.8                                                                                          | 96.3                                                                                          | 107.0                                                                                         | 116.8                                                                                         | 101.3                                                                                         | 100.6                                                                                         | 95.7                                                                                          | 75.4                                                                                          | 28.1                                                                                          | 863.9                                                                                         |
| Nevadas (cm)                                                                                  | 58.5                                                                                          | 49.3                                                                                          | 43.6                                                                                          | 12.5                                                                                          | 0.0                                                                                           | 0.0                                                                                           | 0.0                                                                                           | 0.0                                                                                           | 0.0                                                                                           | 2.8                                                                                           | 27.1                                                                                          | 65.3                                                                                          | 259.0                                                                                         |
| Días de precipitaciones (≥ 0.2 mm)                                                            | 13.9                                                                                          | 11.9                                                                                          | 11.1                                                                                          | 11.9                                                                                          | 14.4                                                                                          | 14.4                                                                                          | 15.0                                                                                          | 12.8                                                                                          | 12.8                                                                                          | 14.3                                                                                          | 14.4                                                                                          | 14.2                                                                                          | 161.1                                                                                         |
| Días de lluvias (≥ 0.2 mm)                                                                    | 2.9                                                                                           | 2.6                                                                                           | 5.4                                                                                           | 10.5                                                                                          | 14.4                                                                                          | 14.4                                                                                          | 15.0                                                                                          | 12.8                                                                                          | 12.8                                                                                          | 14.2                                                                                          | 10.4                                                                                          | 4.0                                                                                           | 119.5                                                                                         |
| Días de nevadas (≥ 0.2 cm)                                                                    | 12.3                                                                                          | 10.3                                                                                          | 7.0                                                                                           | 2.7                                                                                           | 0.07                                                                                          | 0.0                                                                                           | 0.0                                                                                           | 0.0                                                                                           | 0.0                                                                                           | 0.65                                                                                          | 5.6                                                                                           | 11.5                                                                                          | 50.2                                                                                          |
| Horas de sol                                                                                  | 84.5                                                                                          | 110.4                                                                                         | 157.3                                                                                         | 166.9                                                                                         | 208.7                                                                                         | 220.9                                                                                         | 257.9                                                                                         | 205.3                                                                                         | 158.2                                                                                         | 121.3                                                                                         | 69.3                                                                                          | 62.2                                                                                          | 1823.1                                                                                        |
| Fuente: Environment Canada. horas de sol en Nicolet                                           |                                                                                               |                                                                                               |                                                                                               |                                                                                               |                                                                                               |                                                                                               |                                                                                               |                                                                                               |                                                                                               |                                                                                               |                                                                                               |                                                                                               |                                                                                               |

## Demografía
Según el censo de Canadá de 2011, había 131 338 personas residiendo en esta ciudad con una densidad de población de 454,6 hab./km². Los datos del censo mostraron que de las 126 293 personas censadas en 2006, en 2011 hubo un aumento poblacional de 5045 habitantes (4%). El número total de inmuebles particulares resultó de 65 528 con una densidad de 226,82 inmuebles por km². El número total de viviendas particulares que se encontraban ocupadas por residentes habituales fue de 61 390. El área metropolitana de la ciudad tenía 151 773 habitantes en 2011. Para 2004, el 91,2% de la población era francófona.

## Administración y política
La ciudad está gobernada por el concejo compuesto por el alcalde y 14 concejales elegidos cada cuatro años.